# TortoiseHg
TortoiseHg ist ein freier Client für den Versionsverwaltungs-Dienst Mercurial. Es steht unter der GNU General Public License (GPL).
TortoiseHg ist als Shell-Erweiterung implementiert. Es integriert sich in den Windows-Explorer und Gnome/Nautilus und ist daher außerhalb und unabhängig von einer integrierten Entwicklungsumgebung  verwendbar.
Als Kernaufgabe der Software wird die Versions-, Revisions- und Sourcekontrolle beschrieben. Um Mercurial unter Windows und Linux ähnlich einfach benutzbar wie Subversion zu gestalten, ließ man sich von den erfolgreichen Tortoise-Plugins für Subversion und CVS inspirieren und leiten. So wurde z. B. das Iconset teilweise aus TortoiseSVN übernommen.

## Verwandte Tools
- TortoiseSVN, ein Subversion-Client für Microsoft Windows
- TortoiseGit, ein Git-Client für Microsoft Windows